# Psychotria bermejalensis
Psychotria bermejalensis är en måreväxtart som beskrevs av Nathaniel Lord Britton. Psychotria bermejalensis ingår i släktet Psychotria och familjen måreväxter. Inga underarter finns listade i Catalogue of Life.